# Waldbahn Haute-Soule
| Drei Decauville-Dampflokomotiven in Tardets-Sorholus |                     |                                                |                              |
| Streckenlänge: | 18 km               |                                                |                              |
| Spurweite: | 600 mm (Schmalspur) |                                                |                              |
| |                     |                                                |                              |
| \| \| 0 \| Lokalbahn Pau–Oloron–Mauléon \| Lokalbahn Pau–Oloron–Mauléon \| \| \| \| Tardets-Sorholus (bask. Atharratze Sorholüze) \| 220 m üdM \| \| \| \| Licq \| \| \| \| \| La Caserne \| 400 m üdM \| \| \| \| Larrau (bask. Larraine) \| 378 m üdM \| \| \| 18 \| Sainte-Engrâce (bask. Santa Grazi oder Urdatx) \| 600 m üdM \| |                     |                                                |                              |
| Haltepunkt / Haltestelle quer (Strecke außer Betrieb) | 0                   | Lokalbahn Pau–Oloron–Mauléon                   | Lokalbahn Pau–Oloron–Mauléon |
| Kopfbahnhof Streckenanfang (Strecke außer Betrieb) |                     | Tardets-Sorholus (bask. Atharratze Sorholüze)  | 220 m üdM                    |
| Abzweig geradeaus und nach links (Strecke außer Betrieb) · Strecke von rechts (außer Betrieb) |                     | Licq                                           | Licq                         |
| Strecke (außer Betrieb) · Bahnhof (Strecke außer Betrieb) |                     | La Caserne                                     | 400 m üdM                    |
| Kopfbahnhof Streckenende (Strecke außer Betrieb) · Strecke (außer Betrieb) |                     | Larrau (bask. Larraine)                        | 378 m üdM                    |
| Kopfbahnhof Streckenende (Strecke außer Betrieb) | 18                  | Sainte-Engrâce (bask. Santa Grazi oder Urdatx) | 600 m üdM                    |

Die Waldbahn Haute-Soule war eine von 1920 bis 1931 mit drei Decauville-Dampflokomotiven betriebene Schmalspurbahn mit einer Spurweite von 600 mm von Tardets-Sorholus (220 m üdM) bergauf nach Larrau (378 m üdM) und Sainte-Engrâce (600 m üdM) im oberen Teil der ehemaligen Region Soule im französischen Teil des Baskenlands.

## Streckenverlauf

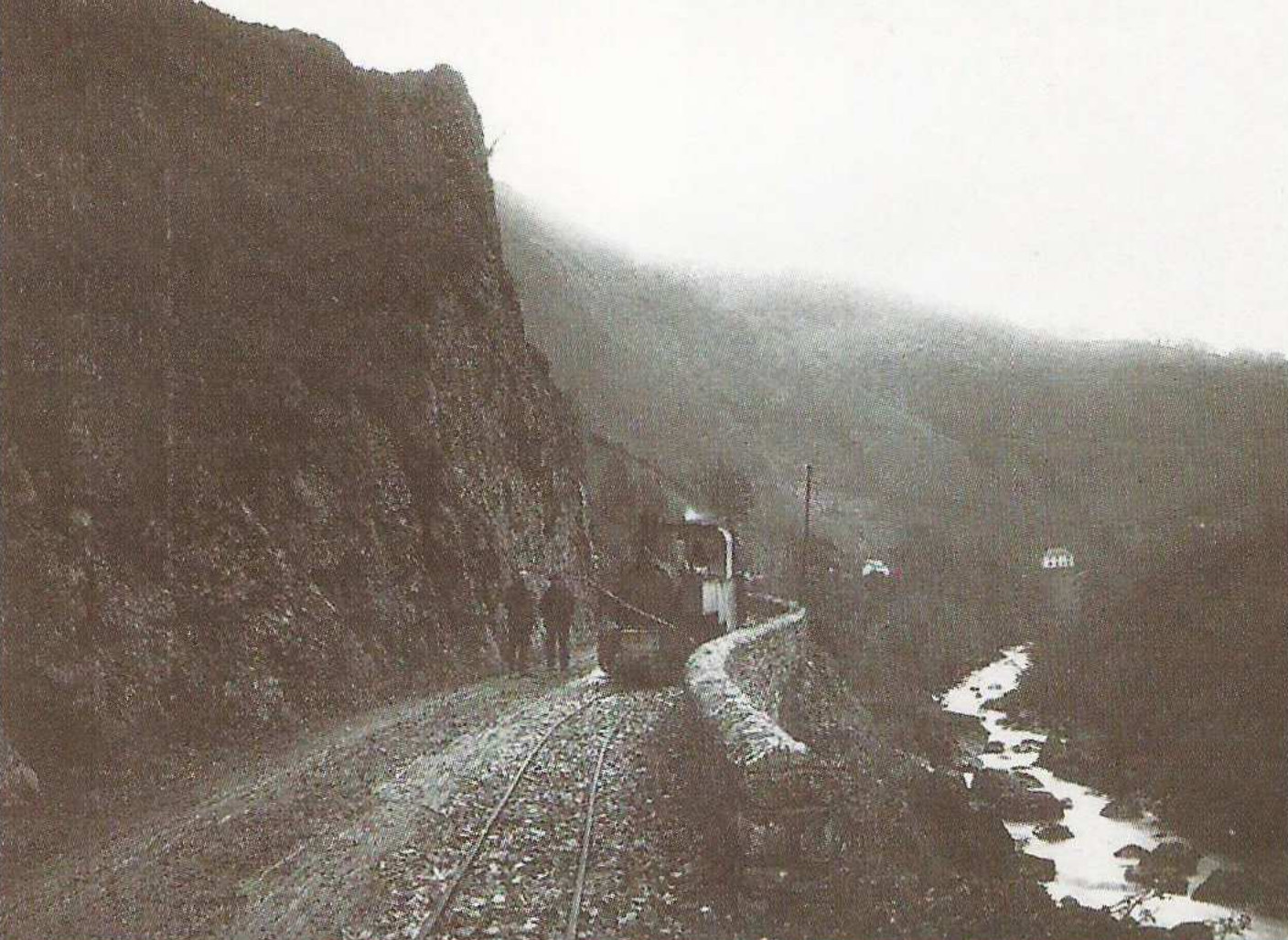
Streckenverlauf bei Archilona

Die 18 km lange Strecke wurde verlegt, um das Sägewerk Lombardi-Morello in Tardets mit in den Wäldern von Sainte-Engrâce und Larrau geschlagenem Holz zu beliefern. Sie begann an diesem Sägewerk und einem Haltepunkt an der Lokalbahn Pau–Oloron–Mauléon (P.O.M.). Der Haltepunkt war nach dem etwa 5 km talaufwärts gelegenen Dorf Licq benannt.
Die Bahn teilte sich oberhalb von Licq in zwei Zweigstrecken auf. Eine führte am Ufer des Gave de Larrau (baskisch Larraineko ühaitza) bis zu einem Holzlagerplatz an der Auberge Lojibar, zwei Kilometer östlich von Larrau. Die andere verlief im Tal des Flusses Ühaïtxa zu einem Holzlagerplatz im Ortsteil La Caserne und einem weiteren im Ortsteil Senta von Sainte-Engrâce, direkt unterhalb der romanischen Kirche.
Es gab mehrere Holzbrücken zwischen den Dörfern Laguinge und Lichans, eine Brücke über den Bach Xügarreta in Licq, die Brücke von Hur Jünta, die durch eine Betonbrücke ersetzt wurde, die Brücke im Stadtteil Kalla von Sainte-Engrâce sowie die Brücken von Ütürrixuria und Lojibar auf der Seite von Larrau. Die einzigen Spuren der Trasse der ehemaligen Feldbahn sind die imposanten Stützmauern in Tardets und Licq sowie einige Einschnitte zwischen den Dörfern Lichans und Athérey oder zwischen dem Dorf Licq und der Auberge Lojibar.

## Betrieb
Die Strecke wurde mit drei jeweils 8 Tonnen schweren Decauville-Dampflokomotiven des Typs 17 betrieben, die während des Ersten Weltkriegs vom  französischen Verteidigungsministerium beschafft worden waren. Im Zusammenhang mit der  Stilllegung der Strecke Mauléon-Oloron der P.O.M. wurde Ende 1931 auch die Waldbahn außer Betrieb genommen. Das Unternehmen Lombardi-Morello nutzte daraufhin bis zu seiner Schließung im Jahr 1962 ausschließlich Lastwagen, um die Holzstämme zu transportieren.